# Lissochlora paegnia
Lissochlora paegnia là một loài bướm đêm trong họ Geometridae.